# Llista d'asteroides/174701-174800
| Nom      | Designació provisional | Data de descobriment   | Lloc de descobriment | Descobridor/s               |
| -------- | ---------------------- | ---------------------- | -------------------- | --------------------------- |
| 174701 - | 2003 UV77              | 17 d'octubre de 2003   | Kitt Peak            | Spacewatch                  |
| 174702 - | 2003 UX81              | 18 d'octubre de 2003   | Kitt Peak            | Spacewatch                  |
| 174703 - | 2003 UR91              | 20 d'octubre de 2003   | Kitt Peak            | Spacewatch                  |
| 174704 - | 2003 UW97              | 19 d'octubre de 2003   | Kitt Peak            | Spacewatch                  |
| 174705 - | 2003 UG100             | 19 d'octubre de 2003   | Palomar              | NEAT                        |
| 174706 - | 2003 US102             | 20 d'octubre de 2003   | Kitt Peak            | Spacewatch                  |
| 174707 - | 2003 UP103             | 20 d'octubre de 2003   | Palomar              | NEAT                        |
| 174708 - | 2003 UA104             | 17 d'octubre de 2003   | Anderson Mesa        | LONEOS                      |
| 174709 - | 2003 UK112             | 20 d'octubre de 2003   | Socorro              | LINEAR                      |
| 174710 - | 2003 UX113             | 20 d'octubre de 2003   | Socorro              | LINEAR                      |
| 174711 - | 2003 UK117             | 21 d'octubre de 2003   | Socorro              | LINEAR                      |
| 174712 - | 2003 UQ129             | 18 d'octubre de 2003   | Palomar              | NEAT                        |
| 174713 - | 2003 UA133             | 19 d'octubre de 2003   | Palomar              | NEAT                        |
| 174714 - | 2003 UU136             | 21 d'octubre de 2003   | Socorro              | LINEAR                      |
| 174715 - | 2003 UM142             | 18 d'octubre de 2003   | Anderson Mesa        | LONEOS                      |
| 174716 - | 2003 UV142             | 18 d'octubre de 2003   | Anderson Mesa        | LONEOS                      |
| 174717 - | 2003 UU144             | 18 d'octubre de 2003   | Anderson Mesa        | LONEOS                      |
| 174718 - | 2003 UD146             | 18 d'octubre de 2003   | Anderson Mesa        | LONEOS                      |
| 174719 - | 2003 UP149             | 20 d'octubre de 2003   | Socorro              | LINEAR                      |
| 174720 - | 2003 UD151             | 21 d'octubre de 2003   | Socorro              | LINEAR                      |
| 174721 - | 2003 UF151             | 21 d'octubre de 2003   | Socorro              | LINEAR                      |
| 174722 - | 2003 UB158             | 20 d'octubre de 2003   | Kitt Peak            | Spacewatch                  |
| 174723 - | 2003 UG159             | 20 d'octubre de 2003   | Kitt Peak            | Spacewatch                  |
| 174724 - | 2003 UZ160             | 21 d'octubre de 2003   | Kitt Peak            | Spacewatch                  |
| 174725 - | 2003 UL162             | 21 d'octubre de 2003   | Socorro              | LINEAR                      |
| 174726 - | 2003 UX162             | 21 d'octubre de 2003   | Socorro              | LINEAR                      |
| 174727 - | 2003 UU168             | 22 d'octubre de 2003   | Socorro              | LINEAR                      |
| 174728 - | 2003 UB181             | 21 d'octubre de 2003   | Socorro              | LINEAR                      |
| 174729 - | 2003 UB182             | 21 d'octubre de 2003   | Socorro              | LINEAR                      |
| 174730 - | 2003 UJ182             | 21 d'octubre de 2003   | Palomar              | NEAT                        |
| 174731 - | 2003 UH183             | 21 d'octubre de 2003   | Palomar              | NEAT                        |
| 174732 - | 2003 UN187             | 22 d'octubre de 2003   | Socorro              | LINEAR                      |
| 174733 - | 2003 UH188             | 22 d'octubre de 2003   | Socorro              | LINEAR                      |
| 174734 - | 2003 UO190             | 23 d'octubre de 2003   | Kvistaberg           | Uppsala-DLR Asteroid Survey |
| 174735 - | 2003 UV195             | 20 d'octubre de 2003   | Kitt Peak            | Spacewatch                  |
| 174736 - | 2003 UB210             | 23 d'octubre de 2003   | Anderson Mesa        | LONEOS                      |
| 174737 - | 2003 UR213             | 24 d'octubre de 2003   | Socorro              | LINEAR                      |
| 174738 - | 2003 UZ217             | 21 d'octubre de 2003   | Socorro              | LINEAR                      |
| 174739 - | 2003 UX222             | 22 d'octubre de 2003   | Socorro              | LINEAR                      |
| 174740 - | 2003 UY228             | 23 d'octubre de 2003   | Anderson Mesa        | LONEOS                      |
| 174741 - | 2003 UR230             | 23 d'octubre de 2003   | Kitt Peak            | Spacewatch                  |
| 174742 - | 2003 UP231             | 24 d'octubre de 2003   | Socorro              | LINEAR                      |
| 174743 - | 2003 UA235             | 24 d'octubre de 2003   | Socorro              | LINEAR                      |
| 174744 - | 2003 UA237             | 23 d'octubre de 2003   | Anderson Mesa        | LONEOS                      |
| 174745 - | 2003 UH241             | 24 d'octubre de 2003   | Haleakala            | NEAT                        |
| 174746 - | 2003 UE242             | 24 d'octubre de 2003   | Socorro              | LINEAR                      |
| 174747 - | 2003 UE253             | 27 d'octubre de 2003   | Socorro              | LINEAR                      |
| 174748 - | 2003 UX264             | 27 d'octubre de 2003   | Socorro              | LINEAR                      |
| 174749 - | 2003 UC265             | 27 d'octubre de 2003   | Socorro              | LINEAR                      |
| 174750 - | 2003 UR275             | 29 d'octubre de 2003   | Catalina             | CSS                         |
| 174751 - | 2003 UQ276             | 30 d'octubre de 2003   | Socorro              | LINEAR                      |
| 174752 - | 2003 UN281             | 28 d'octubre de 2003   | Haleakala            | NEAT                        |
| 174753 - | 2003 UH282             | 29 d'octubre de 2003   | Anderson Mesa        | LONEOS                      |
| 174754 - | 2003 UA283             | 29 d'octubre de 2003   | Anderson Mesa        | LONEOS                      |
| 174755 - | 2003 UN297             | 16 d'octubre de 2003   | Kitt Peak            | Spacewatch                  |
| 174756 - | 2003 VN                | 1 de novembre de 2003  | Socorro              | LINEAR                      |
| 174757 - | 2003 VK2               | 5 de novembre de 2003  | Socorro              | LINEAR                      |
| 174758 - | 2003 VX2               | 14 de novembre de 2003 | Wrightwood           | J. W. Young                 |
| 174759 - | 2003 VT4               | 15 de novembre de 2003 | Kitt Peak            | Spacewatch                  |
| 174760 - | 2003 VP9               | 15 de novembre de 2003 | Palomar              | NEAT                        |
| 174761 - | 2003 VX11              | 3 de novembre de 2003  | Socorro              | LINEAR                      |
| 174762 - | 2003 WV6               | 18 de novembre de 2003 | Palomar              | NEAT                        |
| 174763 - | 2003 WY9               | 18 de novembre de 2003 | Kitt Peak            | Spacewatch                  |
| 174764 - | 2003 WK25              | 21 de novembre de 2003 | Desert Moon          | B. L. Stevens               |
| 174765 - | 2003 WZ25              | 19 de novembre de 2003 | Kingsnake            | J. V. McClusky              |
| 174766 - | 2003 WZ27              | 16 de novembre de 2003 | Kitt Peak            | Spacewatch                  |
| 174767 - | 2003 WR28              | 16 de novembre de 2003 | Kitt Peak            | Spacewatch                  |
| 174768 - | 2003 WK36              | 19 de novembre de 2003 | Kitt Peak            | Spacewatch                  |
| 174769 - | 2003 WK43              | 18 de novembre de 2003 | Palomar              | NEAT                        |
| 174770 - | 2003 WS44              | 19 de novembre de 2003 | Palomar              | NEAT                        |
| 174771 - | 2003 WC45              | 19 de novembre de 2003 | Palomar              | NEAT                        |
| 174772 - | 2003 WP49              | 19 de novembre de 2003 | Socorro              | LINEAR                      |
| 174773 - | 2003 WF53              | 20 de novembre de 2003 | Kitt Peak            | Spacewatch                  |
| 174774 - | 2003 WN55              | 20 de novembre de 2003 | Socorro              | LINEAR                      |
| 174775 - | 2003 WB56              | 20 de novembre de 2003 | Socorro              | LINEAR                      |
| 174776 - | 2003 WS62              | 19 de novembre de 2003 | Kitt Peak            | Spacewatch                  |
| 174777 - | 2003 WB64              | 19 de novembre de 2003 | Kitt Peak            | Spacewatch                  |
| 174778 - | 2003 WO80              | 20 de novembre de 2003 | Socorro              | LINEAR                      |
| 174779 - | 2003 WV82              | 20 de novembre de 2003 | Socorro              | LINEAR                      |
| 174780 - | 2003 WC92              | 18 de novembre de 2003 | Palomar              | NEAT                        |
| 174781 - | 2003 WT92              | 19 de novembre de 2003 | Anderson Mesa        | LONEOS                      |
| 174782 - | 2003 WD95              | 19 de novembre de 2003 | Anderson Mesa        | LONEOS                      |
| 174783 - | 2003 WY96              | 19 de novembre de 2003 | Anderson Mesa        | LONEOS                      |
| 174784 - | 2003 WN98              | 20 de novembre de 2003 | Palomar              | NEAT                        |
| 174785 - | 2003 WS106             | 21 de novembre de 2003 | Palomar              | NEAT                        |
| 174786 - | 2003 WB111             | 20 de novembre de 2003 | Socorro              | LINEAR                      |
| 174787 - | 2003 WE120             | 20 de novembre de 2003 | Socorro              | LINEAR                      |
| 174788 - | 2003 WN120             | 20 de novembre de 2003 | Socorro              | LINEAR                      |
| 174789 - | 2003 WN121             | 20 de novembre de 2003 | Socorro              | LINEAR                      |
| 174790 - | 2003 WZ123             | 20 de novembre de 2003 | Socorro              | LINEAR                      |
| 174791 - | 2003 WX126             | 20 de novembre de 2003 | Socorro              | LINEAR                      |
| 174792 - | 2003 WO133             | 21 de novembre de 2003 | Socorro              | LINEAR                      |
| 174793 - | 2003 WU136             | 21 de novembre de 2003 | Socorro              | LINEAR                      |
| 174794 - | 2003 WM139             | 21 de novembre de 2003 | Socorro              | LINEAR                      |
| 174795 - | 2003 WN145             | 21 de novembre de 2003 | Socorro              | LINEAR                      |
| 174796 - | 2003 WC146             | 21 de novembre de 2003 | Kitt Peak            | Spacewatch                  |
| 174797 - | 2003 WL146             | 23 de novembre de 2003 | Catalina             | CSS                         |
| 174798 - | 2003 WQ147             | 23 de novembre de 2003 | Kitt Peak            | Spacewatch                  |
| 174799 - | 2003 WX156             | 29 de novembre de 2003 | Kitt Peak            | Spacewatch                  |
| 174800 - | 2003 WV159             | 30 de novembre de 2003 | Kitt Peak            | Spacewatch                  |